# Barahonaíta-(Al)
La barahonaíta-(Al) es un hidroxiarseniato de aluminio y calcio hidratado, con cantidades menores de otros elementos. Fue caracterizada como una especie nueva en 2008, a partir de ejemplares procedentes de una calicata situada en las inmediaciones de la mina Dolores, en Pastrana, Mazarrón, Murcia (España) y en la mina de Gold Hill, en el condado de Tooele, Utah (USA), aunque se estableció como localidad tipo solamente la primera de ellas. La barahonaíta-(Al) es el análogo con aluminio dominante de la barahonaíta-(Fe), en la que domina el hierro, y que recibió ese nombre en reconocimiento a Antonio Barahona, coleccionista español de minerales que proporcionó los primeros ejemplares para su estudio.

## Propiedades físicas y químicas
La barahonaíta-(Al) aparece como de esferillas frágiles, generalmente separadas unas de otras, formadas por cristales laminares microscópicos, my finos, de un tamaño de unas 20 micras, agrupados en forma divergente. Es fácilmente soluble en ácido clorhídrico. La coomposición química presenta bastante variación en el punto del calcio dominante, con substituciones combinadas de cationes monovalentes y trivalentes. Su composición química y aspecto y espectro de difracción de rayos X es semejante al de la attikaita, diferenciándose fundamentalmente en el contenido de agua, mayor en al barahonaíta-(Al).

## Yacimientos
La barahonaíta-(Al) es un mineral raro, que se ha encontrado hasta el momento en pocas localidades en el mundo. La localidad tipo es una pequeña calicata situada en las inmediaciones de la mina de hierro Dolores, en Pastrana, Mazarrón, Murcia (España). Estas labores, en las que aparecen solamente minerales secundarios, particularmente de cobalto, están situadas a 1,8 km al NNE de las casas de Pastrana, y se encuentran dentro de la concesión La Reconquistada. Junto con la barahonaíta-(Al) se encuentra barahonaíta-(Fe), farmacosiderita y jarosita. Se encuentra también en la mina de Gold Hill, en el condado de Tooele, Utah (USA), y en la mina Serpieri, en Agios Konstantinos, distrito de Lavrion, Ática (Grecia). Se ha indicado también la presencia de este mineral en las minas Jote y María Catalina, en Pampa Amarilla, Copiapó (Chile).